# 辣妈岛
《辣妈岛》（MILF Island）是美国情景喜剧《我为喜剧狂》第2季的第11集，也是整个剧集的第32集。由剧集主创人、执行制片人、女主演蒂娜·菲和马特·哈伯德编剧，凯文·罗德尼·沙利文执导，2008年4月10日通过全国广播公司在美国首播。客串出演这集的演员包括蒂莫西·亚当斯、皮尔拉·弗朗西斯卡（Pierra Francesca）、戴德里·古德温（Deidre Goodwin）、罗布·许贝尔、克里斯蒂娜·伊恩内里（Christina Ianelli）、约翰·卢兹和马里克·潘考利。
在这一集中，通用电气副总裁杰克·唐纳吉（Jack Donaghy，亚历克·鲍德温饰）创办了一个大受欢迎的真人实境秀《辣妈岛》，即将播出当季节目的最后一期。有人向《纽约时报》的一位记者透露杰克是个“头号白痴”，声称要他来“吃我的大便”。全国广播公司电视节目《与崔西·乔丹》的一众编剧们怀疑彼此中有人向记者说了上面的话并发生了争执。

## 剧情
全国广播公司喜剧小品《与崔西·乔丹》的一众演员和工作人员齐聚一堂，观看副总裁杰克·唐纳吉创办的暑期真人实境秀《辣妈岛》，这个大受欢迎的节目据说讲述了“25位超级辣妈和50个八年级的小男生之间无下限”的故事。剧组人员很快发现他们中有一人告诉《纽约时报》记者说杰克是个“头号白痴”，声称他可以“来吃我的大便”。于是为了摆脱嫌疑，他们开始试图找出始作俑者。电视台杂工跟班肯尼斯·帕塞尔（Kenneth Parcell，杰克·麦克布瑞尔饰）之后回忆起来，自己听到首席编剧丽兹·莱蒙（Liz Lemon，蒂娜·菲饰）之前在电梯里对记者说出过上面这番话。丽兹向肯尼斯保证自己会向杰克坦白，以此来避免肯尼斯直接告诉杰克。之后她终于告诉杰克时，却发现原来对方早就知道了，并且不但没打算解雇她，还让她为《辣妈岛》中一位操纵欲很强，名叫黛伯拉（Deborah）的游戏参与者制作一档新的电视节目。
与此同时，《与崔西·乔丹》的制片人皮特·霍恩伯格（Pete Hornberger，斯科特·安第斯饰）本打算在办公室里观看这季《辣妈岛》的最后一期节目，但却由于不甘心自己投入自动贩卖机的硬币没有换来想要的糖果而试着把手伸进机器里夹出来，结果就这样被卡在机器上脱不了身。他反复尝试抽出手，最后整台机器都倒了下来，把他压得死死的再也动弹不得。

## 制作
《辣妈岛》于2008年4月10日通过全国广播公司在美国首播，是《我为喜剧狂》第二季的第11集，由蒂娜·菲和马特·哈伯德编剧，凯文·罗德尼·沙利文出任导演，这是菲编剧的第11集《我为喜剧狂》，也是第二季中编剧的第3集，哈伯德第4次担任剧集编剧，也是第二季编剧的第2集，还是沙利文首次也是唯一一次执导《我为喜剧狂》。本来4月10日原计划播出的是《地铁英雄》，但因未知的原因改播本集。

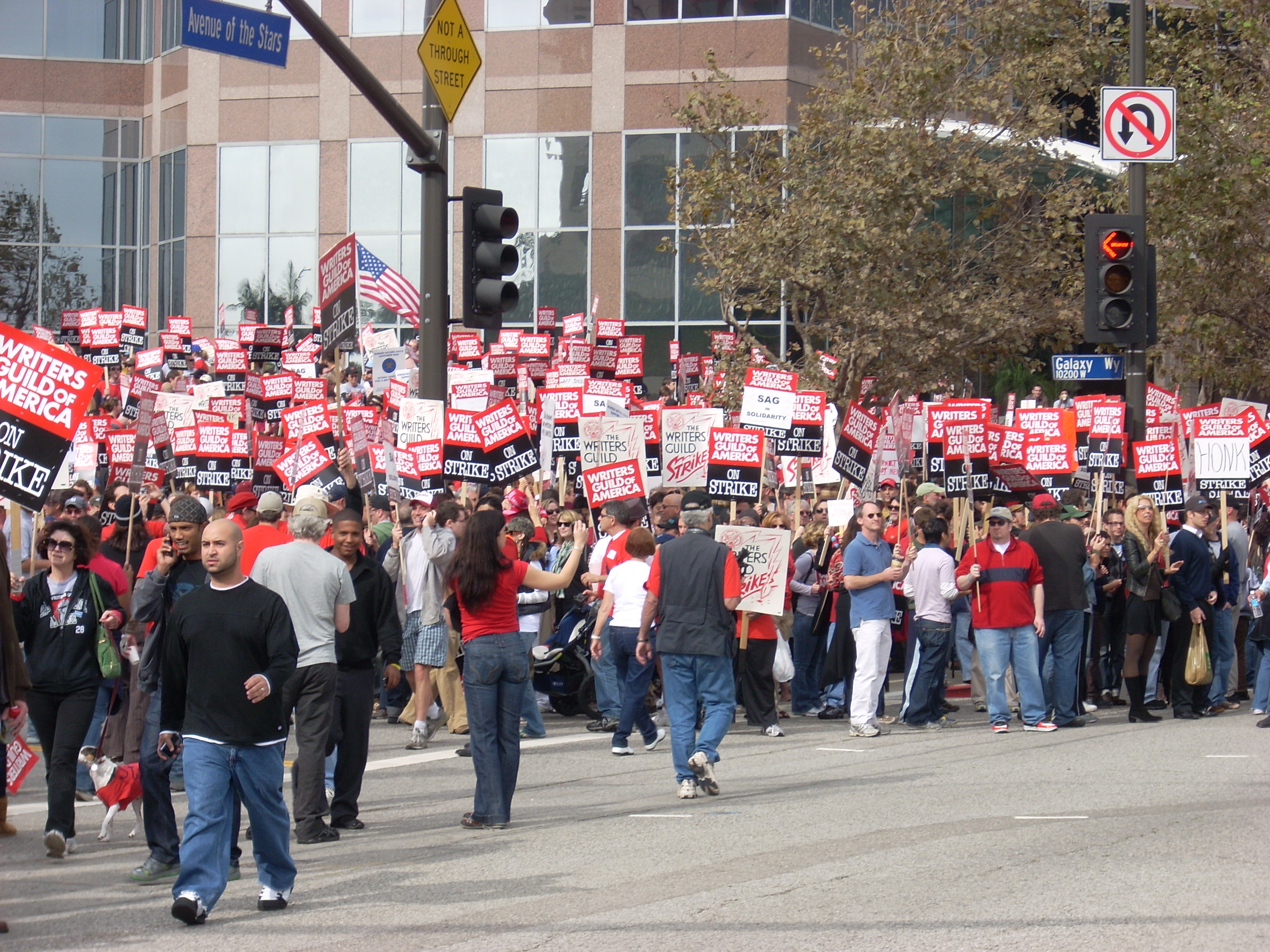
美国编剧工会罢工100天导致《我为喜剧狂》的制作也因此中断了近4个月

本剧播出前，许多评论家都在猜测节目会如何在情节中用到这个词，又不能解释其含义（汉语没有对应的词，英语中的意思大致指性感熟女），因为不能触犯美国联邦通讯委员会的相应规则，给节目评级带来麻烦。这一情况被用来和《宋飞传》中的一集相比较，该节目中涉及自慰主题，但其中的角色一直都没有真的说起过“自慰”这个词，而只是通过隐喻来表示。
由于2007年－2008年美国编剧协会大罢工的影响，《辣妈岛》是继2008年1月10日的《第210集》后播出的第一集《我为喜剧狂》。这场罢工于EST2007年11月5日凌晨0点1分开始，一开始没有对剧集摄制产生影响，因为之前已经有了编写好的部分剧本可以一直拍摄到11月9日。美国东部编剧工会和美国西部编剧工会的成员经投票决定于2008年2月12日停止罢工，编剧们也在这天获许重返工作岗位。美国编剧工会允许电视节目制作的运作人在2月11日开始恢复工作，以便其可以安排节目制作在编剧回归后立即开始，所以《我为喜剧狂》的执行制片人罗伯特·卡洛克就在这天开始了工作，其他编剧则在2月13日回归并开始了《辣妈岛》的制作。 拍摄期间，《我为喜剧狂》的节目主创人、女主演兼执行制片人蒂娜·菲不得不对工作职责进行调整，以免有违美国编剧工会的罢工规则，她还与另一位演员杰克·麦克布瑞尔一起设置了罢工纠察线。亚历克·鲍德温在《赫芬顿邮报》网站上撰写博客，表明自己对编剧及其罢工活动的支持。

## 反响
《辣妈岛》在美国首播时吸引了570万户家庭观看，在18-49岁年龄段人群中收获了2.7 / 7的收视率，这个2.7指的是全美该年龄段人口总数的2.7%，而7则是指当时有看电视的该年龄段观众群人数的7%，这个成绩与第二季的之前10集相比没有什么波动。
《娱乐周刊》的杰夫·拉布雷克（Jeff Labrecque）在评论中称认为经过三个月强制罢工后，这一集《我为喜剧狂》仍然保持了本季节目的水准，他还称整个剧集正处于旺季水平。《电视指南》的马特·韦伯·米托维奇（Matt Webb Mitovich）认为这一集的表现还没有达到完美无缺的程度，不过自己还是喜欢这集节目。美国在线电视小队的鲍勃·萨松尼（Bob Sassone）觉得这集就像是整季节目的开场一样野心勃勃。网站的迈克尔·给本集的整体评价为B（最高为A+，最低为F）。网站的罗伯特·坎宁（Robert Canning）觉得这集节目的整体故事情节虽然不像自己预计的那么出类拔萃，但仍然有不错的表现。一方面这集表现不及节目的平均水平，另一方面又有很多爆笑的瞬间。不过他也批评《我为喜剧狂》从未给予皮特·霍恩伯格和斯科特·安第斯（分别是剧中角色和扮演该角色演员的名字）应得的戏份，没有给他充足的发挥机会。